# Kristjan Jaak Peterson

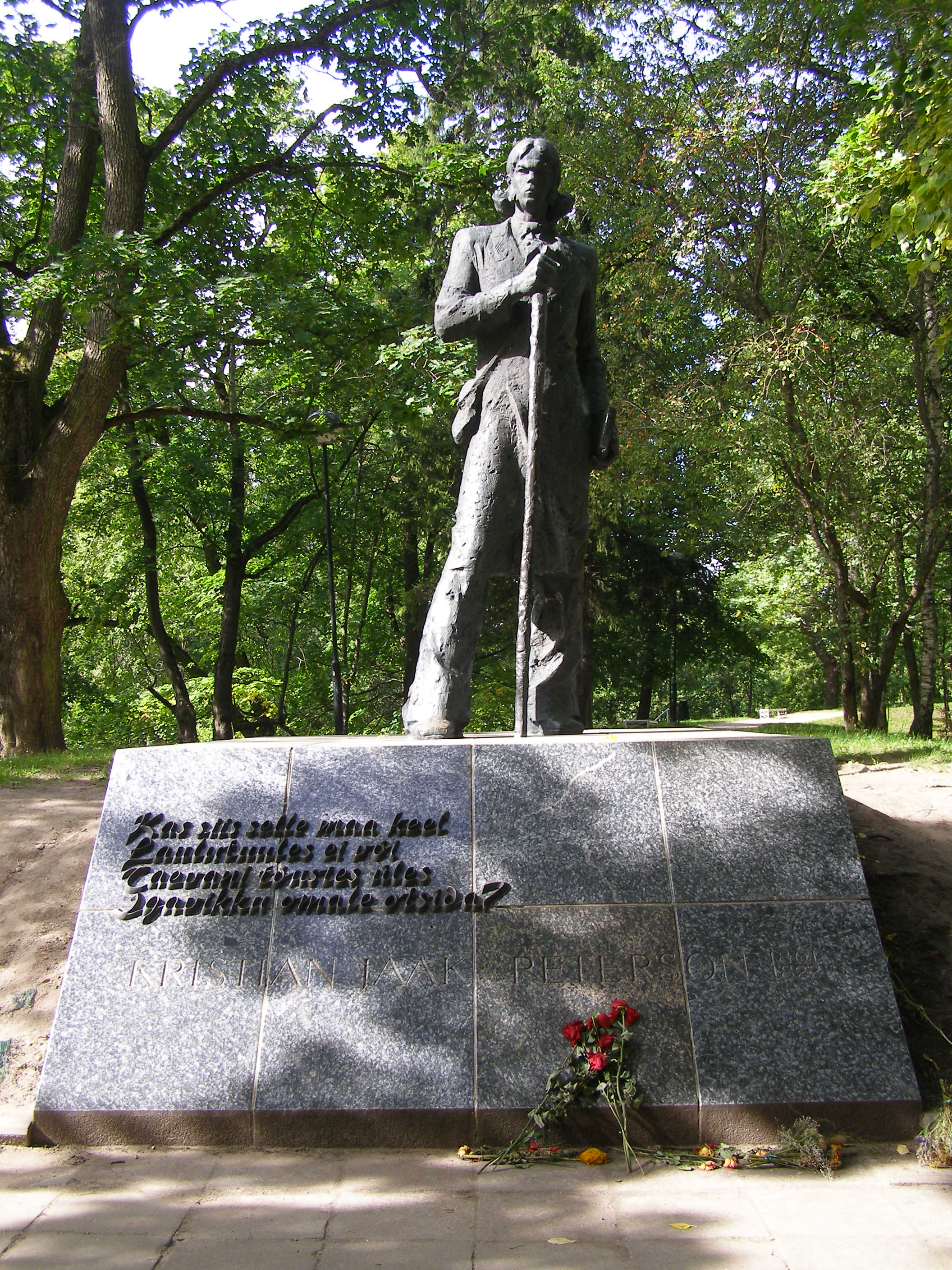
Kristjan Jaak Peterson szobra a Toome dombon, Tartuban

Kristjan Jaak Peterson (Riga, 1801. március 14. – Riga, 1822. augusztus 4.) észt költő, az észt nemzeti irodalom hírnöke, a modern észt költészet létrehozója, az első észt nyelven író költő. Pályája rövid volt, a tüdőbaj 21 évesen végzett vele. Születésnapja, március 14-e az anyanyelv napja Észtországban.